# Donald Payne, Jr.
Donald Milford Payne, Jr. (Newark, 17 dicembre 1958 – Newark, 24 aprile 2024) è stato un politico statunitense, membro della Camera dei Rappresentanti per lo stato del New Jersey dal 2012 al 2024.

## Biografia
Donald Payne nacque il 17 dicembre 1958 a Newark, figlio del deputato democratico Donald M. Payne e di sua moglie Hazel, che morì quando lui aveva cinque anni.
Da adulto, Payne seguì le orme paterne e intraprese la carriera politica, venendo eletto per diversi incarichi a livello locale, come quello di consigliere comunale.
Nel 2012 suo padre morì mentre era ancora in carica e il suo seggio alla Camera rimase vacante. Vennero quindi indette delle elezioni speciali per trovare un sostituto che portasse a termine il mandato; queste elezioni si tennero lo stesso giorno delle elezioni nazionali e Payne riuscì a vincere in entrambe, venendo eletto deputato.
Sposato con Bea, Payne fu padre di tre gemelli.
Ricoverato presso il Newark Beth Israel Medical Center a Newark il 6 aprile 2024 a causa di un infarto, morì il 24 aprile successivo all'età di 65 anni.